# ابیای آمریکایی
ابیای آمریکایی (نام علمی: Scolopax minor) نام یک گونه از سرده ابیا است.